# Коха, Ребека
Ребека Коха (латыш. Rebeka Koha; род. 19 мая 1998 года, Вентспилс, Латвия) — латышская тяжелоатлетка, выступающая в весовой категории до 58 кг. Двукратная Чемпионка Европы 2018 и 2019 года. Призёр чемпионатов мира и Европы. Участница летних Олимпийских игр в Рио-де-Жанейро.

## Спортивная биография
Ребека Коха родилась 19 мая 1998 года в Вентспилсе. Тяжёлой атлетикой начала заниматься с 12 лет. В настоящее время — студентка Рижского университета имени Страдыня.
Чемпионка Европы и мира среди юниоров.
В 2014 году дебютировала на взрослом уровне. На Чемпионате Европы 2014 стала 7-й в категории до 48 кг.
Участница Олимпийских игр в Рио-де-Жанейро. В категории до 53 кг Ребека Коха стала четвёртой, уступив бронзовому призёру соревнований Юн Джин Хи всего 2 кг.
В начале ноября 2018 года на чемпионате мира в Ашхабаде в весовой категории до 59 кг завоевала бронзовую медаль, взяв общий вес 227 кг, а также малую бронзовую медаль в рывке (103 кг).
В 2019 году на чемпионате Европы, Ребека вновь повторила своё высшее достижение на континентальных первенствах и завоевала золотую медаль, показав в сумме 221 кг. В двух упражнениях она также завоевала малые золотые медали.
На чемпионате Европы 2025 года в Кишинёве в весовой категории до 59 кг завоевала бронзовую медаль с итоговым результатом 2061 кг. В упражнениях «рывок» (93 кг) стала бронзовым призёром.

## Спортивные результаты
| Год  | Соревнование            | Место проведения | Весовая категория | Рывок  | Толчок | Сумма двоеборья | Место |
| 2014 | Чемпионат Европы        | Тель-Авив        | до 48 кг          | 72 кг  | 86 кг  | 158 кг          | 7     |
| 2014 | Чемпионат мира          | Алматы           | до 53 кг          | 80 кг  | 94 кг  | 174 кг          | 22    |
| 2015 | Чемпионат мира          | Хьюстон          | до 53 кг          | 87 кг  | 105 кг | 192 кг          | 10    |
| 2016 | Чемпионат Европы        | Фёрде            | до 53 кг          | 90 кг  | 108 кг | 198 кг          | 3     |
| 2016 | Летние Олимпийские игры | Рио-де-Жанейро   | до 53 кг          | 90 кг  | 107 кг | 197 кг          | 4     |
| 2017 | Чемпионат Европы        | Сплит            | до 58 кг          | 95 кг  | 118 кг | 213 кг          | 2     |
| 2017 | Чемпионат мира          | Анахайм          | до 58 кг          | 101 кг | 121 кг | 222 кг          | 3     |
| 2018 | Чемпионат Европы        | Бухарест         | до 58 кг          | 100 кг | 120 кг | 220 кг          | 1     |
| 2018 | Чемпионат мира          | Ашхабад          | до 59 кг          | 103 кг | 124 кг | 227 кг          | 3     |
| 2019 | Чемпионат Европы        | Батуми           | до 59 кг          | 101 кг | 120 кг | 221 кг          | 1     |
| 2025 | Чемпионат Европы        | Кишинёв          | до 59 кг          | 93 кг  | 113 кг | 206 кг          | 3     |

## Вне спорта
Весной 2020 года Ребека Коха объявила о помолвке с катарским дискоболом Моазом Мохаммедом Ибрагимом.
В июле 2020 года заявила на своей страничке в Инстаграме, что приняла ислам. После этого заявления она удалила все ранее выложенные фотографии и опубликовала четыре новые, на всех из них она в хиджабе